# آندرش سودرگرن
آندرش سودرگرن (انگلیسی: Anders Södergren؛ زادهٔ ۱۷ مهٔ ۱۹۷۷) اسکی‌باز صحرانوردی اهل سوئد بود.